# Delisleskalan
Delisleskalan (stavas ibland de Lisle) är en temperaturskala som skapades av den franska astronomen Joseph Nicolas Delisle (1688–1768). Skalan är "baklänges" så att minusgrader är varmt och plus kallare. Vatten fryser till is vid 150°De och det kokar vid 0°De.
Enheten var populär i Ryssland i nästan 100 år men förekommer inte längre.

## Konvertering
| Enhet      | Från Delisle                | Till Delisle                  |
| ---------- | --------------------------- | ----------------------------- |
| Celsius    | [°C] = 100 − [°De] × 2⁄3    | [°De] = (100 − [°C]) × 3⁄2    |
| Fahrenheit | [°F] = 212 − [°De] × 6⁄5    | [°De] = (212 − [°F]) × 5⁄6    |
| Kelvin     | [K] = 373.15 − [°De] × 2⁄3  | [°De] = (373.15 − [K]) × 3⁄2  |
| Rankine    | [°R] = 671.67 − [°De] × 6⁄5 | [°De] = (671.67 − [°R]) × 5⁄6 |